# Tännassilma (Elva)
Tännassilma (Duits: Tennasilm) is een plaats in de Estlandse gemeente Elva, provincie Tartumaa. De plaats heeft de status van dorp (Estisch: küla) en telt 59 inwoners (2021).
Tot in oktober 2017 lag de plaats in de gemeente Puhja. In die maand ging Puhja op in de fusiegemeente Elva.

## Geschiedenis
Tännassilma werd voor het eerst genoemd in 1449 onder de naam Tynsilme als nederzetting op het landgoed van Kavilda (nu Mõisanurme). De bron is een eigendomsakte die verklaart dat Tynsilme toebehoort aan Diedrich von Tisenhusen. De familie von Tisenhusen bleef eigenaar van het landgoed tot in het begin van de 17e eeuw.
In 1997 werd een deel van het buurdorp Aruküla bij Tännassilma gevoegd.